# Krajowy Festiwal Piosenki Polskiej w Opolu
Krajowy Festiwal Piosenki Polskiej w Opolu (KFPP w Opolu) – polski festiwal muzyczny, organizowany corocznie od 1963 roku w Opolu przez Telewizję Polską i miasto Opole, poświęcony polskiej muzyce rozrywkowej. Odbywa się zazwyczaj przez trzy lub cztery dni w czerwcu w Amfiteatrze Tysiąclecia i jest emitowany na żywo przez TVP1.
Stałym elementem festiwalu są konkursy Debiutów (dla wykonawców debiutujących) i Premier (z premierowymi utworami uznanych artystów). W latach 2000–2016 i ponownie od 2024 w jego ramach przyznawane są także nagrody muzyczne Superjedynki. Ponadto festiwal obejmuje koncerty okolicznościowe i tematyczne.
W czasie PRL uchodził za najważniejszy i najbardziej wpływowy polski festiwal muzyczny, obok prezentującego muzykę polską i zagraniczną Sopot Festivalu. Jest także sztandarową imprezą Opola, które zostało określone przez Jerzego Waldorffa podczas I edycji jako stolica polskiej piosenki.

## Lista edycji
| Nr | Rok  | Data                    | Miejsce                       |
| -- | ---- | ----------------------- | ----------------------------- |
| 1  | 1963 | 19–23 czerwca 1963      | Amfiteatr Tysiąclecia         |
| 2  | 1964 | 24–28 czerwca 1964      | Amfiteatr Tysiąclecia         |
| 3  | 1965 | 17–20 czerwca 1965      | Amfiteatr Tysiąclecia         |
| 4  | 1966 | 23–26 czerwca 1966      | Amfiteatr Tysiąclecia         |
| 5  | 1967 | 22–25 czerwca 1967      | Amfiteatr Tysiąclecia         |
| 6  | 1968 | 27–30 czerwca 1968      | Amfiteatr Tysiąclecia         |
| 7  | 1969 | 26–29 czerwca 1969      | Amfiteatr Tysiąclecia         |
| 8  | 1970 | 25–28 czerwca 1970      | Amfiteatr Tysiąclecia         |
| 9  | 1971 | 24–26 czerwca 1971      | Amfiteatr Tysiąclecia         |
| 10 | 1972 | 21–24 czerwca 1972      | Amfiteatr Tysiąclecia         |
| 11 | 1973 | 20–23 czerwca 1973      | Amfiteatr Tysiąclecia         |
| 12 | 1974 | 26–29 czerwca 1974      | Amfiteatr Tysiąclecia         |
| 13 | 1975 | 25–29 czerwca 1975      | Amfiteatr Tysiąclecia         |
| 14 | 1976 | 23–27 czerwca 1976      | Amfiteatr Tysiąclecia         |
| 15 | 1977 | 21–25 czerwca 1977      | Amfiteatr Tysiąclecia         |
| 16 | 1978 | 19–23 czerwca 1978      | Amfiteatr Tysiąclecia         |
| 17 | 1979 | 23–30 czerwca 1979      | Amfiteatr Tysiąclecia         |
| 18 | 1980 | 25–29 czerwca 1980      | Amfiteatr Tysiąclecia         |
| 19 | 1981 | 25–28 czerwca 1981      | Amfiteatr Tysiąclecia         |
| 20 | 1983 | 30 czerwca–3 lipca 1983 | Amfiteatr Tysiąclecia         |
| 21 | 1984 | 21–24 czerwca 1984      | Amfiteatr Tysiąclecia         |
| 22 | 1985 | 26–29 czerwca 1985      | Amfiteatr Tysiąclecia         |
| 23 | 1986 | 22–25 lipca 1986        | Amfiteatr Tysiąclecia         |
| 24 | 1987 | 25–26 czerwca 1987      | Amfiteatr Tysiąclecia         |
| 25 | 1988 | 23–26 czerwca 1988      | Amfiteatr Tysiąclecia         |
| 26 | 1989 | 22–25 czerwca 1989      | Amfiteatr Tysiąclecia         |
| 27 | 1990 | 20–24 czerwca 1990      | Amfiteatr Tysiąclecia         |
| 28 | 1991 | 27–30 czerwca 1991      | Amfiteatr Tysiąclecia         |
| 29 | 1992 | 19–20 czerwca 1992      | Amfiteatr Tysiąclecia         |
| 30 | 1993 | 24–26 czerwca 1993      | Amfiteatr Tysiąclecia         |
| 31 | 1994 | 22–25 czerwca 1994      | Amfiteatr Tysiąclecia         |
| 32 | 1995 | 22–24 czerwca 1995      | Amfiteatr Tysiąclecia         |
| 33 | 1996 | 28–29 czerwca 1996      | Amfiteatr Tysiąclecia         |
| 34 | 1997 | 26–30 czerwca 1997      | Amfiteatr Tysiąclecia         |
| 35 | 1998 | 25–27 czerwca 1998      | Amfiteatr Tysiąclecia         |
| 36 | 1999 | 25–26 czerwca 1999      | Amfiteatr Tysiąclecia         |
| 37 | 2000 | 22–23 czerwca 2000      | Amfiteatr Tysiąclecia         |
| 38 | 2001 | 8–9 czerwca 2001        | Amfiteatr Tysiąclecia         |
| 39 | 2002 | 28–29 maja 2002         | Amfiteatr Tysiąclecia         |
| 40 | 2003 | 30–31 maja 2003         | Amfiteatr Tysiąclecia         |
| 41 | 2004 | 29–30 maja 2004         | Amfiteatr Tysiąclecia         |
| 42 | 2005 | 10–12 czerwca 2005      | Amfiteatr Tysiąclecia         |
| 43 | 2006 | 2–4 czerwca 2006        | Amfiteatr Tysiąclecia         |
| 44 | 2007 | 15–17 czerwca 2007      | Amfiteatr Tysiąclecia         |
| 45 | 2008 | 13–15 czerwca 2008      | Amfiteatr Tysiąclecia         |
| 46 | 2009 | 12–14 czerwca 2009      | Amfiteatr Tysiąclecia         |
| 47 | 2010 | 10–12 września 2010     | Kampus Politechniki Opolskiej |
| 48 | 2011 | 10–11 czerwca 2011      | Amfiteatr Tysiąclecia         |
| 49 | 2012 | 1–3 czerwca 2012        | Amfiteatr Tysiąclecia         |
| 50 | 2013 | 14–16 czerwca 2013      | Amfiteatr Tysiąclecia         |
| 51 | 2014 | 6–8 czerwca 2014        | Amfiteatr Tysiąclecia         |
| 52 | 2015 | 12–14 czerwca 2015      | Amfiteatr Tysiąclecia         |
| 53 | 2016 | 3–6 czerwca 2016        | Amfiteatr Tysiąclecia         |
| 54 | 2017 | 15–17 września 2017     | Amfiteatr Tysiąclecia         |
| 55 | 2018 | 8–11 czerwca 2018       | Amfiteatr Tysiąclecia         |
| 56 | 2019 | 14–17 czerwca 2019      | Amfiteatr Tysiąclecia         |
| 57 | 2020 | 4–7 września 2020       | Amfiteatr Tysiąclecia         |
| 58 | 2021 | 3–6 września 2021       | Amfiteatr Tysiąclecia         |
| 59 | 2022 | 17–20 czerwca 2022      | Amfiteatr Tysiąclecia         |
| 60 | 2023 | 9–11 czerwca 2023       | Amfiteatr Tysiąclecia         |
| 61 | 2024 | 31 maja–2 czerwca 2024  | Amfiteatr Tysiąclecia         |
| 62 | 2025 | 12–15 czerwca 2025      | Amfiteatr Tysiąclecia         |

## Nagrody
Nagroda im. Anny Jantar, tzw. Karolinka – za zajęcie pierwszego miejsca w głosowaniu jury w konkursie Debiuty:

- 1983: Małgorzata Sury-Skrzypiec
- 1984: Małgorzata Panecka
- 1985: Mieczysław Szcześniak
- 1986: Trans Foo-Foo
- 1987: Operating Conditions
- 1988: Ewa Otręba
- 1989: Anna Napierska
- 1990: Katarzyna Skrzynecka
- 1991: Krystyna Stańko
- 1992: Piotr i Paweł
- 1993: Marcin Daniec
- 1994: Justyna Steczkowska
- 1995: Viola Brzezińska
- 1996: Arkadiusz Kanicki
- 1997: Dominika Kurdziel
- 1998: Karina Kalczyńska
- 1999: Siedem
- 2000: Grejfrut
- 2001: Kaja Paschalska
- 2002: ex aequo Bracia i Żandarm
- 2003: Marzena Korzonek
- 2004: Milkshop
- 2005: Nana
- 2006: Jarecki
- 2007: Anna Józefina Lubieniecka
- 2008: Jerzy Grzechnik
- 2009: Natalia Krakowiak
- 2010: Juliusz Nyk
- 2011: Marcin Chudziński
- 2012: Joanna Kondrat
- 2013: Natalia Sikora
- 2014: Mateusz Ziółko
- 2015: Justyna Panfilewicz i Mariusz Wawrzyńczyk
- 2016: Daria Zawiałow
- 2017: MOA
- 2018: Girls on Fire
- 2019: Sargis Davtyan
- 2020: Kamil Czeszel
- 2021: Ania Byrcyn
- 2022: Magdalena Krzemień i Wiktor Kowalski
- 2023: Felivers
- 2024: Norbert Wronka
- 2025: Daniel Godson

Grand Prix – nagroda Prezesa TVP dla zasłużonych wykonawców, autorów tekstu, kompozytorów, przyznawana zazwyczaj za całokształt twórczości:

- 1997: Katarzyna Gärtner
- 1998: Franciszek Walicki
- 1999: Perfect
- 2000: Budka Suflera
- 2001: Ryszard Rynkowski
- 2002: Jerzy Matuszkiewicz
- 2003: Maryla Rodowicz[4]
- 2004: Budka Suflera[5]
- 2005: Maanam[6]
- 2006: Marek Grechuta[7]
- 2008: Wojciech Młynarski[8]
- 2009: Zespół Skaldowie[9]
- 2010: Zenon Laskowik[10]
- 2011: Stanisław Soyka[11]
- 2012: Jerzy Derfel[12]
- 2013: Ikona Festiwalu[13].
- 2014: Edyta Geppert[14]
- 2015: Magda Umer[15]
- 2016: Michał Szpak[16]

Super Premiera – Nagroda im. Karola Musioła – nagroda za zajęcie 1. miejsca w konkursie Premiery, dawniej przyznawana przez jury, obecnie wybierana podczas głosowania telewidzów:
- 2014: Halina Mlynkova
- 2015: Michał Szpak
- 2016: Mesajah
- 2017: Katarzyna Cerekwicka
- 2018: Tulia
- 2019: Marcin Sójka
- 2020: Stanisława Celińska
- 2021: Krystian Ochman
- 2022: Karolina Lizer
- 2023: Tulia i Halina Mlynkova
- 2024: Czesław Mozil i Michał Zabłocki
- 2025: Katarzyna Żak

Superjedynka – nagroda przyznawana od 2000 do 2016, w różnych kategoriach (m.in. najlepszy wokalista, wokalistka, zespół, debiut, przebój, płyta pop, płyta rock, płyta hip-hop, płyta alternatywna, płyta z muzyką literacką, płyta z muzyką taneczną, teledysk, wydarzenie muzyczne roku).

## Historia

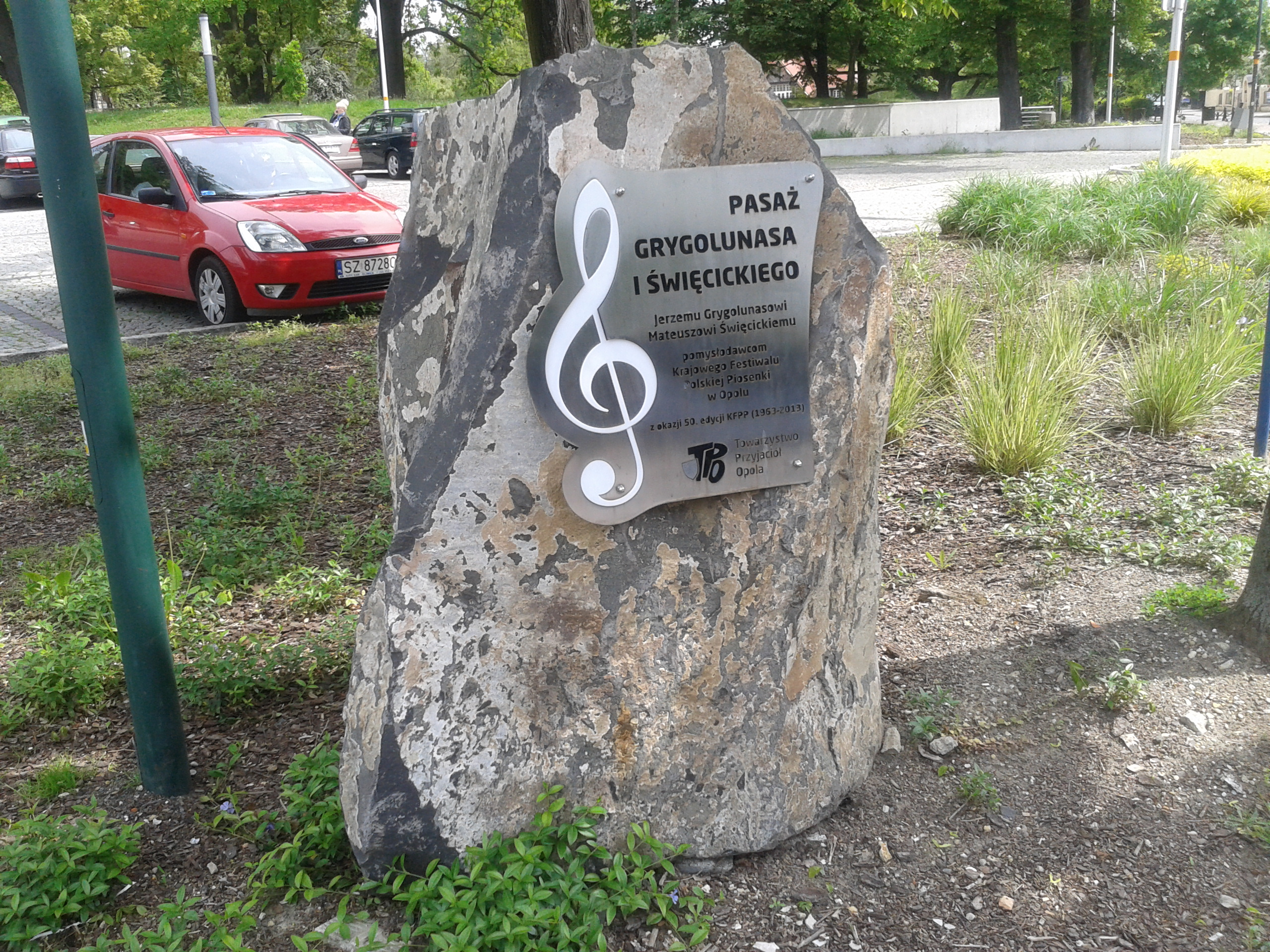
Pomnik poświęcony pomysłodawcom festiwalu

Festiwal powstał w 1963 z inicjatywy dziennikarzy i redaktorów Programu III Polskiego Radia: Jerzego Grygolunasa i Mateusza Święcickiego oraz ówczesnego burmistrza Opola – Karola Musioła w odpowiedzi na konserwatyzm w Polskim Radiu. Celem stworzenia festiwalu były: promocja nowych wykonawców w Polsce, promocja bardziej zróżnicowanych stylów artystycznych niż w Polskim Radiu, konfrontacja nowych piosenek z publicznością i zmiana polityki repertuarowej radiowych redakcji muzycznych. Jerzy Grygolunas zauroczony Opolem, kojarzonym w tamtym okresie z ziemiami odzyskanymi oraz pyłem cementowni, postanowił zrealizować ideę festiwalu w tym mieście. Pomimo braku ukończonego budynku amfiteatru (jeszcze na dzień przed rozpoczęciem wydarzenia kończono budowę sceny), Karol Musioł zapewnił prasę, że festiwal się odbędzie. Musioł codziennie o godz. 5:00 i pilnował prac. Architekt obiektu Florian Jesionowski wspominał, że potem co rok przed festiwalem odwiedzała go milicja i kazała podpisywać oświadczenie, że płoty i ściany wokół się nie zawalą. Amfiteatr został na tyle ukończony, by móc pomieścić publiczność.
1. edycja festiwalu odbyła się 19 czerwca 1963, w 15 koncertach wzięło udział 102 wykonawców oraz ponad 100 dziennikarzy i fotoreporterów, a także nagrodzono 37 piosenek. Podczas 1. Krajowego Festiwalu Piosenki Polskiej padły historyczne słowa, używane dzisiaj jako motto miasta Opole, wypowiedziane przez Jerzego Waldorffa, który stwierdził:

„Muszę powiedzieć jako muzyk i jako krytyk, że dawno nie miałem do czynienia z audytorium, które by reagowało na muzykę tak trafnie, tak celnie, z takim smakiem i jednocześnie z taką kulturą, jak Opole. Wszystko to, plus wasze miasto, które samo jest jak jedna piosenka, nakłania do tego, abym przede wszystkim namawiał wszystkich, (…) do wspólnego wysiłku o to, żeby Opole było stale miejscem festiwalu, corocznym miejscem festiwalu. Każde miasto ma jakiś swój tytuł, który zazwyczaj dodaje się do nazwy, żeby je scharakteryzować. Chciałbym, żeby Opole miało tytuł: Opole – stolica piosenki polskiej”.

Do niezwykłych wydarzeń doszło w czasie VII KFPP, w trakcie którego odbył się zlot hipisów w Opolu. Reakcja władz była natychmiastowa, uczestnicy zlotu byli represjonowani, złapanym obcinano włosy, a następnie koleją odsyłano z Opola.  

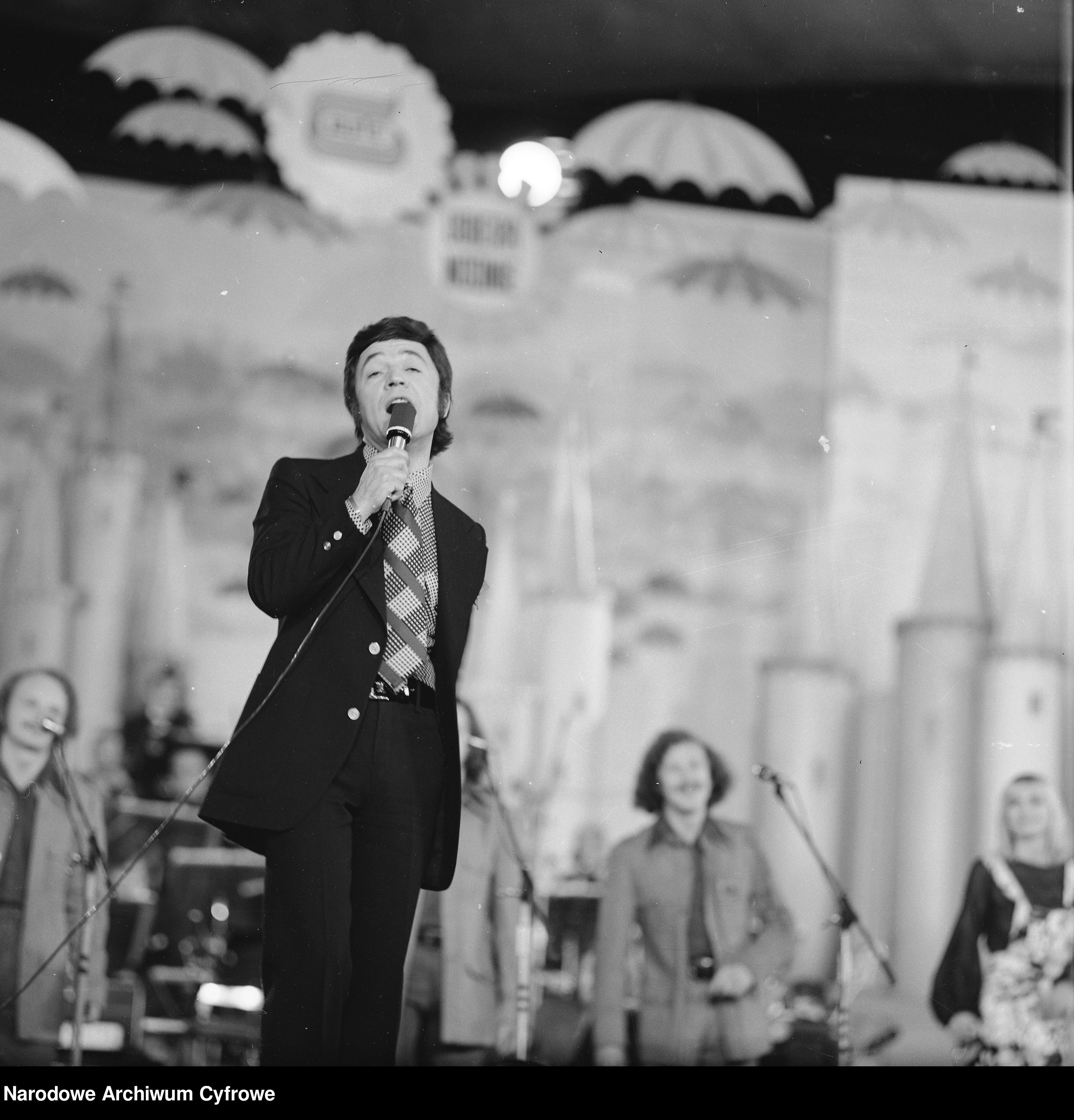
Jerzy Połomski w trakcie występu podczas XII Krajowego Festiwalu Piosenki Polskiej w Opolu (1974)

Organizatorami następnych edycji festiwalu zostali: Komitet „Polskie Radio i Telewizja” oraz Towarzystwo Przyjaciół Opola, natomiast główne koncerty (nie licząc amfiteatru) odbyły się w szkole muzycznej i teatrze im. Jana Kochanowskiego, jako towarzyszące festiwalowi w różnych salach klubowych miasta Opola. 12. edycja festiwalu, rozpoczynająca się 26 czerwca 1974, została opóźniona z powodu meczu piłkarskiej reprezentacji Polski z reprezentacją Szwecji w ramach drugiej rundy mistrzostw świata 1974 w RFN (1:0). XIV KFPP odbył się w cieniu robotniczych protestów w Radomiu i Ursusie. Władze rozważały nawet odwołanie festiwalu. W jego trakcie główni uczestnicy m.in. Jan Pietrzak i Olga Lipińska byli wzywani na rozmowy ostrzegawcze do Komitetu Wojewódzkiego PZPR w Opolu. W trakcie zmieniono program koncertów, by zwolnić amfiteatr, po południu 27 czerwca 1976, kiedy to odbył się wiec poparcia dla ekipy Edwarda Gierka. W 1982 festiwal nie odbył się z powodu wprowadzenia w Polsce stanu wojennego. Inauguracja 23. edycji festiwalu została przesunięta na 22 lipca 1986 z powodu trwających piłkarskich mistrzostw świata 1986 w Meksyku, by nie stawiać Polaków przed dylematem: piłka nożna czy muzyka.
Do 1989 program festiwalu, zwłaszcza występy kabaretowe, był kontrolowany przez komunistycznych cenzorów z GUKPPiW. Zabezpieczeniem festiwalu, przeciw ewentualnym niepożądanym wystąpieniom politycznym, zajmowała się lokalna SB w ramach sprawy obiektowej kryptonim „Amfiteatr”. Kontrola tekstów piosenek i scenariuszy programów kabaretowych przebiegała dwustopniowo, najpierw wszystkie teksty były przedstawiane do akceptacji w Warszawie w GUKPPiW, a następnie występy artystów w Opolu nadzorowali lokalni cenzorzy, którzy obecni byli zarówno na próbach, jak i podczas festiwalowych koncertów. W 1992 organizatorem była firma Brawo, znana z piractwa fonograficznego, jak również promocji disco polo. Ze względu na kontrowersje z tym związane kilkoro wykonawców (m.in. Armia, Ireneusz Dudek czy Formacja Nieżywych Schabuff) odmówiło udziału.
W 2010 roku z powodu modernizacji amfiteatru, inauguracja 47. edycji festiwalu odbyła się 10 września 2010 roku na błoniach Politechniki Opolskiej. 14 czerwca 2013 roku odbyła się inauguracja jubileuszowej, 50. edycji festiwalu, podczas której zamiast tradycyjnego Grand Prix nagrody Prezesa TVP, wręczono nagrody ponad 100 osobom związanym z festiwalem: wokalistom, muzykom, kompozytorom i autorom tekstów.
W 2017 roku z powodu konfliktu władz miasta Opola z Telewizją Polską oraz bojkotu wielu artystów, inauguracja 54. edycji festiwalu, odbyła się 15 września 2017 roku. W 2020 roku z powodu pandemii COVID-19 władze miasta Opola z Telewizją Polską podjęły decyzję o przeniesieniu inauguracji 57. edycji festiwalu z 5 czerwca 2020 roku na 3 września 2020 roku.

## Muzeum
W 2007 roku powstało Muzeum Polskiej Piosenki w celu przechowywania informacji i pamiątek dotyczących kolejnych edycji opolskiego festiwalu. Po kilku lata rozszerzono formułę o archiwizowanie informacji o całym nurcie polskiej piosenki. Muzeum wchodzi w skład Narodowe Centrum Polskiej Piosenki i od sierpnia 2016 roku można zwiedzać muzeum, mieszczące pod Amfiteatrem Tysiąclecia.